# (39692) 1996 RB32
(39692) 1996 RB32 è un asteroide troiano di Giove del campo greco. Scoperto nel 1996, presenta un'orbita caratterizzata da un semiasse maggiore pari a 5,161747 UA e da un'eccentricità di 0,052649, inclinata di 6,884431° rispetto all'eclittica. Ha un diametro di 12,603 km e un'albedo di 0,134.